# De verloren zoon (Van Hemessen)
De verloren zoon is een schilderij van de Brabantse kunstschilder Jan Sanders van Hemessen en de Meester van Paul en Barnabas, geschilderd in 1536, olieverf op eik, 140 × 1988 centimeter groot. Het schilderij is een weergave van de Bijbelse parabel van de verloren zoon. Tegenwoordig is het schilderij in het bezit van de Koninklijke Musea voor Schone Kunsten van België te Brussel, dat het in 1881 aankocht voor de eigen collectie.

## Context
De parabel van de verloren zoon is een door Jezus Christus vertelde parabel uit de Bijbel, die te vinden is in Lucas 15: 11-32. Het verhaal gaat over een vader met twee zoons. De jongste zoon eist zijn erfdeel op, verkwist dit vervolgens en keert berouwvol terug. Hij wordt door zijn vader feestelijk ontvangen. Dit maakt de oudste zoon jaloers. Híj is immers altijd trouw geweest. De vader wijst de oudste zoon evenwel terecht: het is goed om de terugkeer van de 'verloren' zoon te vieren, want hij is weer 'gevonden'.
De maniëristische kunstschilder Jan Sanders van Hemessen werd waarschijnlijk omstreeks 1500 in Antwerpen geboren. Hij schilderde graag religieuze taferelen, en De verloren zoon is daar geen uitzondering op. Een kenmerkend aspect van een aantal van zijn werken, waaronder dit werk, wordt gevormd door de ruwe en intense gelaatsuitdrukkingen van de afgebeelde personen.

## Afbeelding
Het schilderij toont de jongste zoon uit de parabel van de verloren zoon, omringd door twee prostituees. Een oude bordeelhoudster, die met een verwrongen grijns is afgebeeld, zit rechts van hen en kijkt toe. Achter haar zitten een dobbelaar, een courtisane, en een dronkaard om een tafel. De courtisane lijkt de dobbelaar wat toe te fluisteren, terwijl de dronkaard in zijn karaf tuurt. Nog meer naar achteren staat een muzikant die een primitief soort doedelzak bespeelt.
De handtekening van de kunstenaar en het jaartal staan links onderaan.